# هاچ (یوتا)
هاچ (به انگلیسی: Hatch) شهری در ایالت یوتا کشور ایالات متحده آمریکا است که جمعیت آن در سرشماری سال ۲۰۱۰ میلادی، ۱۳۳ نفر بوده‌است.